# Torre Tavira

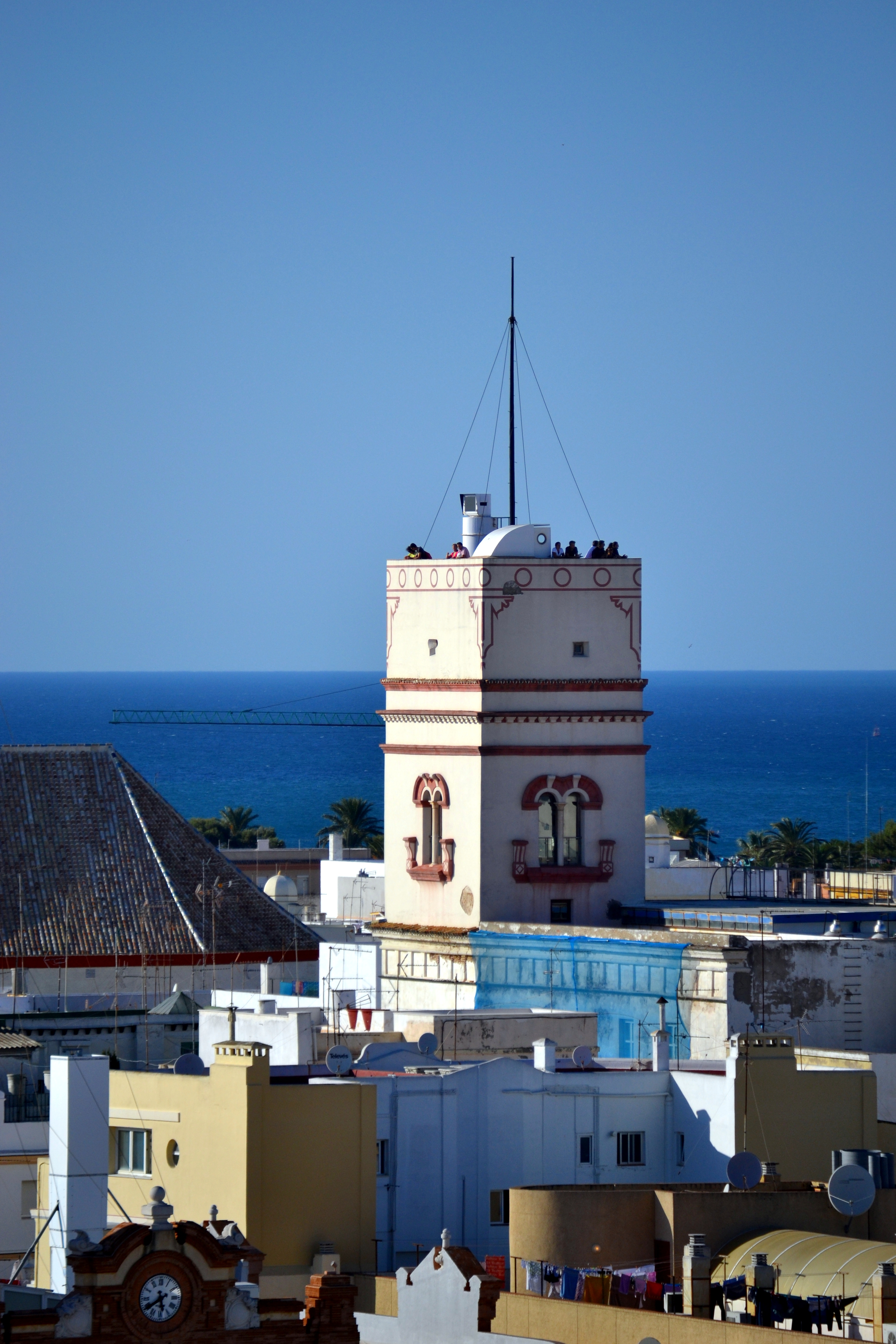
Zicht op de toren

De Torre Tavira is de hoogste uitkijktoren in de oude stad van Cádiz. De toren is gebouwd in de 18e eeuw en reikt tot zo'n 33 meter boven de grond en 45 meter boven de zeespiegel. Alleen de torens van de kathedraal van Cádiz waren toen nog hoger, deze komen tot circa 58 meter boven zeeniveau. 
De toren ligt op de hoek van de straten Marqués del Real Tesoro en Sacramento. Het werd in de 18e eeuw gebouwd in de barokstijl. Het werd in 1778 aangewezen als de officiële uitkijktoren van de haven van Cádiz om de aankomst van schepen tijdig te rapporteren. Het is vernoemd naar Antonio Tavira, een voormalige officier van de Spaanse marine, de eerste wachter op de toren.
In de toren is een camera obscura en twee tentoonstellingszalen. In deze zalen wordt de ontwikkeling van Cádiz gepresenteerd en die van de toren in het bijzonder tijdens de 18e en 19e eeuw. Er zijn ook veel foto’s uit de 19e, 20e en 21e eeuw die de veranderingen laten zien die de stad de afgelopen eeuw heeft ondergaan. Op het dak heeft de bezoeker een goed uitzicht over het historische centrum van de stad.